# Milíř (rozhledna)
Rozhledna Milíř se nachází na Milířském kopci (též zvaném Lhota či jen Milíř) ve výšce 285 m n. m., geomorfologicky náležejícímu okraji Orlické tabule, východně od obce Vysoká nad Labem, v okrese Hradec Králové. Konstrukčním pojetím nemá stavba v Česku obdoby.

## Historie
Na stejném místě stávala do roku 1948 dřevěná rozhledna (triangulační věž), přístupná po žebřících, která byla toho roku stržena. V roce 2005 vzniklo Občanské sdružení pro obnovu rozhledny na Milíři, kterému se podařilo v roce 2009 získat stavební povolení. 22. června 2011 byl posvěcen základní kámen a po finančních příspěvcích kraje a obce bylo započato s vlastní stavbou dle projektu společnosti ARCHaPLAN. V roce 2013 byla získána dotace ze SZIF ve výši 1,5 mil. Kč, která umožnila realizaci vlastního objektu rozhledny. Slavnostní otevření proběhlo 12. října 2013.
Rozhlednu na jaře 2021 poškodil strakapoud, který do dřevěných sloupů konstrukce vykloval dutiny a v jedné z nich zahnízdil. Poškozené části byly v roce 2022 odstraněny a vyměněny za nové. Turistům se věž znovu otevřela od července 2022.

## Popis
Jde o trojbokou dřevěnou věž s ocelovými spojovacími prvky na základové desce z armovaného betonu, vnitřním pozinkovaným točitým schodištěm podél centrálního dříku a třemi vyhlídkovými plošinami. Celková výška je 31 metrů, nejvyšší plošina je ve výšce 27 m, vede na ni 160 schodů.

## Přístup
Od autobusové točny je rozhledna vzdálená cca 300 metrů, dále pěšky uličkou mezi domy a po dosud neznačené cestě přímo k rozhledně. Rozhledna je přístupná, ale k otevírací době je vhodné zhlédnout webové stránky obce.

## Výhled
Z rozhledny lze spatřit Kunětickou horu, vrcholy Železných hor, Orlických hor, Krkonoš, za velmi dobrých podmínek i Jizerské hory a Jeseníky. Ze sídel krom Vysoké i vyšší stavby města Hradec Králové, jako hotel Černigov, Bílou věž či vodárnu a opačným směrem opatovickou elektrárnu.

## Ocenění
Rozhledna získala čestné uznání v soutěži Stavba roku Královéhradeckého kraje 2014.